# Stiphodon surrufus
Stiphodon surrufus är en fiskart som beskrevs av Watson och Kottelat, 1995. Stiphodon surrufus ingår i släktet Stiphodon och familjen smörbultsfiskar. IUCN kategoriserar arten globalt som sårbar. Inga underarter finns listade i Catalogue of Life.